# Levosulpiride
La  levosulpiride è un farmaco appartenente alla famiglia delle benzammidi sostituite. 
È utilizzato per il trattamento di un ampio spettro di disturbi; la principale indicazione è per il trattamento di disturbi digestivi di vario genere essendo un efficace antiemetico, antidispeptico e procinetico: è in grado perciò di migliorare i sintomi ed accelerare lo svuotamento gastrico, sia quando causati da patologie fisiche che da disturbi somatoformi (come ansia e somatizzazioni). Per queste indicazioni è comunemente utilizzato a dosi di 25 mg.
A dosaggi più elevati trova utilità come antidepressivo, ansiolitico e neurolettico.
È una molecola chirale e rappresenta infatti l’enantiomero levogiro della sulpiride (venduto come miscela racemica) e con cui condivide parte delle proprietà terapeutiche ed effetti collaterali.

## Farmacodinamica
La molecola si lega selettivamente e con un effetto antagonista i recettori D2 (e in misura minore ai D3) della dopamina, principalmente a livello periferico e solo a dosi più elevate a quello del sistema nervoso centrale. Rispetto all'enantiomero destrogiro, la levosulpiride mostra una più elevata rapidità d'azione nonché una maggiore selettività verso i siti d'azione dopaminergici periferici (in tal senso, è circa 2 volte più potente dell'enantiomero destrogiro).
Levosulpiride agisce inoltre anche come agonista del recettore della serotonina 5-HT4, il che conferisce alla molecola un effetto pro-colinergico responsabile delle proprietà anti-dispeptiche e pro-cinetiche. Studi sperimentali hanno permesso di evidenziare anche un aumento della motilità e del flusso sanguigno a livello gastrico. Verosimilmente quest'ultimo effetto potrebbe essere responsabile dell'azione curativa osservata sulle ulcere gastriche in modelli animali (roditori e primati). Altri effetti del farmaco consistono nell'inibizione dell'emesi indotta da apomorfina e diminuzione delle resistenze vascolari periferiche.
A dosaggi superiori ai 50/100 mg, similmente alla sulpiride, lega i recettori dopaminergici centrali: a basse dosi ha un effetto antagonista sui recettori presinaptici di tipo D2, determinando quindi una disinibizione della trasmissione dopaminergica e mostrando un effetto antidepressivo, mentre a dosaggi elevati blocca anche i post-sinaptici determinando effetti anti-psicotici. Determina inoltre una disinibizione della trasmissione glutaminergica mediata dai recettori D4 della dopamina, l'attivazione del recettore GHB e l'induzione dell'espressione genica che concorrono ai suoi effetti antidepressivi, ansiolitici e antipsicotici.

## Farmacocinetica
Levosulpiride dopo somministrazione per via orale viene rapidamente assorbita dal tratto gastrointestinale. La concentrazione plasmatica massima (Cmax) viene raggiunta entro 3 ore dall'assunzione. L'emivita del farmaco si aggira intorno alle 4 ore. Il farmaco viene eliminato dall'organismo prevalentemente per via urinaria.

## Usi clinici
Levosulpiride è indicata nel trattamento di una ampia gamma di disturbi digestivi, come dispepsia, anoressia, pirosi, nausea e vomito, senso di tensione epigastrica, eruttazioni, meteorismo, diarrea o stipsi, sia quando causati da patologie fisiche che da disturbi somatoformi. 
Levosulpiride presenta un'efficacia sostanzialmente sovrapponibile a quella della cisapride nel ridurre tempi di svuotamento gastrico ma gli studi hanno evidenziato che alcuni sintomi che hanno un forte impatto sulle attività quotidiane dei pazienti, quali nausea, vomito e senso di sazietà precoce, migliorano in maniera più evidente con levosulpiride che non con cisapride. Nel trattamento della dispepsia, si è dimostrata ugualmente tollerabile ma significativamente più efficace di domperidone e metoclopramide nel migliorare i sintomi della patologia.
È inoltre indicata in caso di disturbi neurologici quali cefalea postprandiale, cefalea a grappolo, cefalea muscolo-tensiva, emicrania classica e in disturbi psichiatrici quali stati depressivi, disturbi somatoformi e schizofrenie acute e croniche in particolare quelle con prevalenza di sintomi negativi. Nel trattamento acuto delle psicosi, la somministrazione di levosulpiride è meno efficace ma più tollerabile di quella di aloperidolo.
Il farmaco si è dimostrato efficace nei soggetti con vertigini di origine centrale o periferica, nonché del dolore miofasciale, degli acufeni e dell'eiaculazione precoce. Nel trattamento dell'eiaculazione precoce comporta notevoli miglioramenti in circa la metà dei pazienti trattati.

### Effetti collaterali
Il farmaco mostra una buona tollerabilità, sia nel breve che nel lungo termine, in particolare alle dosi comunemente utilizzate nel trattamento dei disturbi gastrici. Studi ne hanno mostrato l'assenza di effetti collaterali da accumulo, da sospensione, tolleranza quando utilizzato nel trattamento dei disturbi psichiatrici. 
Studi su animali non sembrano mostrare effetti sulla prole, tuttavia in via precauzionale ne è sconsigliata l'assunzione durante la gravidanza.
In caso di somministrazione prolungata nel tempo, levosulpiride agendo sull'asse ipotalamo-ipofisi-gonadi, può comportare l'insorgenza di alcuni disturbi quali amenorrea, ginecomastia, galattorrea, iperprolattinemia e alterazioni della libido.
Effetti simili sono stati registrati anche con l'utilizzo di molti altri farmaci neurolettici.
Il farmaco in rari casi può comportare un prolungamento dell'intervallo QT, aritmie ventricolari (torsione di punta, tachicardia ventricolare, fibrillazione ventricolare) fino all'arresto cardiaco; sono stati inoltre segnalati disturbi del movimento quali discinesie, tremori e segni di parkinsonismo in particolare alle dosi utilizzate nel trattamento dei disturbi psichiatrici.

### Controindicazioni
Levosulpiride è controindicata in soggetti con ipersensibilità nota al principio attivo oppure a uno qualsiasi degli eccipienti presenti nella formulazione farmaceutica.
È inoltre controindicata in soggetti affetti da feocromocitoma potendo causare una crisi ipertensiva verosimilmente dovuta al rilascio di catecolamine dal tumore. Nel caso dovessero verificarsi queste crisi ipertensive è possibile trattare il paziente con fentolamina. 
Non deve essere utilizzata in soggetti affetti da epilessia, oppure negli stati maniacali e nelle fasi maniacali delle psicosi maniaco-depressive.
La levosulpiride deve essere usata con cautela in pazienti con fattori di rischio per tromboembolismo venoso (segnalazione di casi di tromboembolismo venoso in pazienti trattati con antipsicotici), per prolungamento dell'intervallo QT dell'elettrocardiogramma, per ictus (aumento del rischio di eventi cerebrovascolari in pazienti con demenza trattati con antipsicotici atipici. In questa classe di pazienti inoltre l'uso degli antipsicotici è stato associato a un lieve aumento della mortalità).
La levosulpiride non deve essere somministrata quando la stimolazione della motilità gastrointestinale può essere pericolosa (emorragia gastrointestinale, perforazione intestinale, ostruzione meccanica dell'intestino).
La levosulpiride non deve essere somministrata in gravidanze né durante l'allattamento. L'esposizione ad antipsicotici tipici o atipici, inclusa levosulpiride, durante il terzo trimestre di gravidanza può indurre nel neonato sintomi extrapiramidali o di astinenza. Sono stati segnalati: agitazione, ipertonia, ipotonia, tremore, sonnolenza, stress respiratorio, disturbi dell'assunzione di cibo.

### Dosi terapeutiche
- Dispepsia: nell'adulto sono consigliati 25 mg (equivalenti a una compressa), 3 volte al giorno e preferibilmente prima dei pasti principali.[18] Se i pazienti presentano importante nausea o vomito, la somministrazione orale può non essere proponibile e in questo caso si inizia il trattamento con la soluzione iniettabile, sempre al dosaggio di 25 mg, per via intramuscolare o endovenosa, 2 o 3 volte al giorno. Nel giro di qualche giorno, all'attenuarsi della sintomatologia, è possibile passare alla somministrazione per via orale.
- Stati depressivi: nell'adulto il dosaggio giornaliero raccomandato va dai 150 ai 300 mg.